# Leniszki (SIMC 0701599)
Leniszki – osada leśna w Polsce, położona w województwie łódzkim, w powiecie wieluńskim, w gminie Czarnożyły.
W latach 1975–1998 osada administracyjnie należała do województwa sieradzkiego.

## Miejscowości o nazwie Leniszki w gminie Czarnożyły
W gminie Czarnożyły istnieją trzy miejscowości podstawowe o nazwie Leniszki, w tym 1 wieś i 2 osady leśne. Wieś Leniszki posiada identyfikator SIMC 0701582. Niniejszy artykuł dotyczy osady leśnej Leniszki, która posiada identyfikator SIMC 0701599. Druga osada leśna to Leniszki, która posiada identyfikator SIMC 0701607.